# (3539) Weimar
(3539) Weimar ist ein Asteroid des Hauptgürtels, der am 11. April 1967 vom deutschen Astronomen Freimut Börngen an der Thüringer Landessternwarte Tautenburg entdeckt wurde.
Der Name des Asteroiden ist von der deutschen Stadt Weimar abgeleitet.